# Ian Somerhalder
Ian Joseph Somerhalder (Covington, 8 dicembre 1978) è un attore, modello e filantropo statunitense, noto per aver interpretato Boone Carlyle nella serie televisiva Lost e Damon Salvatore in The Vampire Diaries.

## Biografia
Figlio di Edna e Robert Somerhalder, un imprenditore edile di origini francesi e inglesi, Ian è nato e cresciuto nella città di Covington, in Louisiana, assieme alla famiglia, composta anche dalla sorella Robyn e dal fratello Bob (Robert). Quando aveva tredici anni, i suoi genitori divorziarono e Ian rimase con la madre, iscrivendosi a una scuola superiore cattolica.

### Carriera
Dopo avere frequentato le scuole superiori, inizia la sua carriera da modello nel 1998, incoraggiato dalla madre, per la Ford Models, apparendo in varie sfilate di moda, ma anche in campagne pubblicitarie per Calvin Klein, Dolce & Gabbana, Gucci, Versace e Guess, di cui è il testimonial per due anni consecutivi (1998-1999). Poco più tardi, decide di dedicarsi alla recitazione, altra sua passione.
Nell'estate del 2000, ottiene il ruolo di Hamilton Flemming nella serie prodotta da WB Young Americans, spin-off di Dawson's Creek.
Nel 2002 interpreta il ruolo di Jason Kelly, un infermiere ospedaliero, in Changing Hearts, diretto da Martin Guigui. Nello stesso anno, l'attore interpreta Paul Denton, un giovane bisessuale, nella trasposizione cinematografica del romanzo di Bret Easton Ellis Le regole dell'attrazione, affiancato da James Van Der Beek, Shannyn Sossamon e Jessica Biel, per la regia di Roger Avary.
Nel 2004, raggiunge la notorietà a livello internazionale entrando nel cast delle serie televisiva Lost nel ruolo di Boone Carlyle. Nonostante il successo del personaggio, annoverato fra i 10 preferiti della serie, e gli apprezzamenti della critica verso l'interprete (definito dalla rivista Teen People, il 27 gennaio 2005, "The Next Johnny Depp"), Boone Carlyle muore nel ventesimo episodio della prima serie, ma ricompare, sotto forma di apparizione o di flashback, per altri sette episodi tra il 2005 e il 2010.
Sempre sul piccolo schermo, l'attore ottiene un ruolo importante nella terza stagione di Smallville interpretando, per sette episodi, il personaggio di Adam Knight, un ragazzo dal passato oscuro che entra nella vita di Lana Lang. Nel 2007, ricopre il ruolo del protagonista in una sfortunata edizione televisiva di Marco Polo diretta da Kevin Connor ed entra nel cast della serie televisiva prodotta dalla HBO Tell Me You Love Me - Il sesso. La vita.
Nel 2009, è protagonista, con l'attrice Bijou Phillips, della commedia romantica indipendente Wake, diretta da Ellie Kanner.
A partire dal 2009 fino al 2017, fa parte del cast della serie televisiva The Vampire Diaries nel ruolo di Damon Salvatore, accanto a Paul Wesley e Nina Dobrev.
Nel 2011, partecipa al videoclip della canzone Blind Lover del cantante russo Dima Bilan, mentre nel 2012 iniziano le riprese di Time Framed, primo di una serie di cortometraggi eco-friendly, destinati a sensibilizzare il pubblico nei confronti della natura e dell'ambiente., Nel 2014 esce The Anomaly, un film sci-fi inglese diretto e interpretato da Noel Clarke. Nel 2013 Buddy TV lo inserisce al nono posto nella classifica dei 100 uomini più sexy della TV.

### Impegno come filantropo
Dal 2010 è impegnato nel soccorso e nella tutela degli animali coinvolti nel disastro causato dalla fuoriuscita di petrolio della Deepwater Horizon e si impegna, attraverso campagne e articoli giornalistici, a dar voce ai problemi causati da questa catastrofe ambientale. Il 19 novembre 2010 è ospite ad una raccolta di fondi per la St. Tammany Humane Society, associazione da lui sostenuta e, insieme alla co-star Candice Accola, supporta il progetto It Gets Better per prevenire il suicidio dei giovani nel mondo LGBT.
L'8 dicembre 2010, giorno del suo trentaduesimo compleanno, lancia la sua fondazione "IS Foundation" che si occupa di animali, ambiente ed energia pulita. Nel 2012 diventa ambasciatore delle Nazioni Unite per la tutela dell'ambiente della salute.

## Vita privata
Ha avuto una relazione con la sua co-star Nina Dobrev.
Nel 2015 si è sposato con Nikki Reed con cui ha avuto due figli.
Nel 2018 fonda insieme a Paul Wesley il Brother's Bond Bourbon.

## Filmografia

### Attore

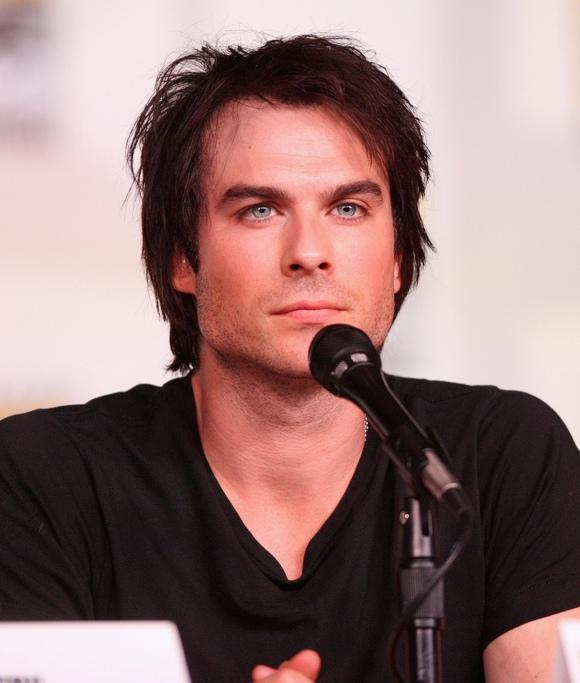
Ian Somerhalder al San Diego Comic-Con International 2012

#### Cinema
- Celebrity, regia di Woody Allen (1998) - non accreditato
- L'ultimo sogno (Life As A House), regia di Irwin Winkler (2001)
- Changing Hearts, regia di Martin Guigui (2002)
- Le regole dell'attrazione (The Rules of Attraction), regia di Roger Avary (2002)
- U-429 - Senza via di fuga (In Enemy Hands), regia di Tony Giglio (2004)
- Recess, regia di Dave Kalstein (2004)
- Pulse, regia di Jim Sonzero (2006)
- The Sensation of Sight, regia di Aaron J. Wiederspahn (2006)
- The Lost Samaritan, regia di Thomas Jahn (2008)
- Wake, regia di Ellie Kanner (2009)
- The Tournament, regia di Scott Mann (2009)
- How to Make Love to a Woman, regia di Scott Culver (2010)
- The Anomaly, regia di Noel Clarke (2014)

#### Televisione
- L'incredibile Michael (Now and Again) – serie TV, episodio 1x07 (1999)
- Young Americans – serie TV, 8 episodi (2000)
- CSI - Scena del crimine (CSI: Crime Scene Investigation) – serie TV, episodio 3x01 (2002)
- Law & Order - Unità vittime speciali (Law & Order: Special Victims Unit) – serie TV, episodio 4x20 (2003)
- CSI: Miami – serie TV, episodio 2x05 (2003)
- Smallville – serie TV, 6 episodi (2004)
- Lost – serie TV, 38 episodi (2004-2010) – Boone Carlyle
- Marco Polo, regia di Kevin Connor – film TV (2007)
- Tell Me You Love Me - Il sesso. La vita (Tell Me You Love Me) – serie TV, 6 episodi (2007)
- I predatori della città perduta (Lost City Raiders), regia di Jean de Segonzac – film TV (2008)
- Fireball, regia di Kristoffer Tabori – film TV (2009)
- The Vampire Diaries – serie TV, 171 episodi (2009-2017) – Damon Salvatore
- V Wars – serie TV, 10 episodi (2019)

#### Cortometraggi
- The Old Man and the Studio, regia di Eric Champnella – cortometraggio (2004)
- Time Framed, regia di Sinisha Nisevic – cortometraggio (2013)

### Regista

#### Televisione
- The Vampire Diaries – serie TV, episodi 6x16-7x16-8x08 (2009-2017)
- V Wars – serie TV, episodio 1x09 (2019)

## Riconoscimenti
- Teen Choice Awards
  - 2005 – Candidatura al migliore attore televisivo emergente per Lost
  - 2010 – Migliore cattivo per The Vampire Diaries
  - 2010 – Candidatura al "Choice Male Hottie" per The Vampire Diaries
  - 2011 – Miglior attore Fantasy/Sci-Fi per The Vampire Diaries
  - 2011 – Candidatura al "Choice Male Hottie" per The Vampire Diaries
  - 2011 – Candidatura al "Choice Vampire" per The Vampire Diaries
  - 2012 – Miglior attore Fantasy/Sci-Fi per The Vampire Diaries[20]
  - 2012 – Attore più sexy per The Vampire Diaries
  - 2013 – Miglior attore Fantasy/Sci-Fi per The Vampire Diaries[21]
  - 2014 – Miglior Attore televisivo fantasy/sci-fy per The Vampire Diaries
  - 2014 – Candidatura al ragazzo più sexy
- Young Hollywood Awards
  - 2002 – Miglior esordiente
  - 2010 – Cast to Watch (con Nina Dobrev e Paul Wesley) per The Vampire Diaries[22]
  - 2014 – Miglior trio  (con Nina Dobrev e Paul Wesley) per The Vampire Diaries
- Screen Actors Guild Award
  - 2006 – Miglior cast in una serie drammatica per Lost
- People's Choice Awards
  - 2011 – Candidatura all'attore preferito in una serie televisiva drammatica per The Vampire Diaries
  - 2012 – Candidatura all'attore preferito in una serie televisiva drammatica per The Vampire Diaries
  - 2013 – Candidatura all'attore preferito in una serie televisiva drammatica per The Vampire Diaries[23]
  - 2014 – Miglior attore televisivo fantasy/sci-fy per The vampire diaries
  - 2014 – Miglior coppia sullo schermo (con Nina Dobrev) per The Vampire Diaries
  - 2015 – Miglior coppia sullo schermo (con Nina Dobrev) per The Vampire Diaries
  - 2015 – Candidatura al miglior attore fantasy/sci-fy
- Do Something Awards
  - 2011 – Candidatura alla TV star[24]
  - 2012 – Candidatura alla TV Star
  - 2012 – Candidatura Twitter
  - 2012 – Candidatura Political
- Fright Night Awards
  - 2012 – Favorite Male TV or Movie Vampire per The Vampire Diaries[25]
- J-14 Teen Icon Awards
  - 2012 – Candidatura Icon TV Actor
- Genesis Awards
  - 2012 – Wyler Award per il lavoro della IS Foundation
- Environmental Media Awards
  - 2012 – Futures Award[26]
- International Green Awards
  - 2012 – Most Responsible Celebrity[27]

## Doppiatori italiani
Nelle versioni in italiano dei suoi film, Ian Somerhalder è stato doppiato da:
- Niseem Onorato in Smallville, CSI: Miami, The Vampire Diaries, The Anomaly
- Stefano Crescentini in L'ultimo sogno, Lost, I predatori della città perduta, V Wars
- Alessandro Quarta in Le regole dell'attrazione
- Fabrizio Manfredi in Pulse
- Paolo Vivio in Tell Me You Love Me - Il sesso. La vita
- Marco Baroni in CSI: Scena del crimine
- Alessandro Tiberi in Law & Order - Unità vittime speciali
- Federico Zanandrea in The Tournament